# Madonna met de rode cherubijnen
De Madonna met de rode cherubijnen (Italiaans: Madonna dai Cherubini rossi) is een schilderij van Giovanni Bellini van de madonna met kind. Het valt vooral op door de zes rode cherubijnen die boven het tweetal zweven. Het werk maakt deel uit van de collectie van de Gallerie dell'Accademia in Venetië.

## Voorstelling
Bellini schilderde veel portretten waarop Maria met kind op halve lengte te zien is. Compositorisch vertoont de Madonna met de rode cherubijnen belangrijke overeenkomsten met de Madonna van Alzano, zoals de liefdevolle en peinzende blik van Maria en haar beschermende hand op Jezus borst. Veel kenners hebben hieruit geconcludeerd dat dit laatste schilderij als prototype heeft gediend. 
De borstwering die Maria en Jezus afscheidt van de toeschouwer, is een terugkerend element in het werk van Bellini, al ontbreekt in dit geval de cartouche met signatuur, die de schilder op veel werken toevoegde. De jurk van Maria valt voor een stukje over de borstwering en maakt zo een verbinding tussen de goddelijke en de sterfelijke wereld. Op de achtergrond is een gedetailleerd landschap te zien, met sporen van menselijke bewoning, zoals kastelen en boten op de rivier. In de heldere hemel zweven enkele wolken, waarop boven de madonna een koor cherubijnen is geschilderd in een zeer ongebruikelijke kleur. Deze engelen staan symbool voor liefde en vuur.

## Herkomst
De Madonna met de rode cherubijnen komt uit de inventaris van de Scuola Grande di Santa Maria della Carità. Deze broederschap was de oudste in Venetië. De Scuole grandi vervulden een belangrijke maatschappelijke functie, omdat ze de behoeftigen materieel en spiritueel ondersteunden. Het gebouw uit 1343 van de Scuola Grande di Santa Maria della Carità biedt vanaf 1817 onderdak aan de Gallerie dell'Accademia.

## Afbeeldingen

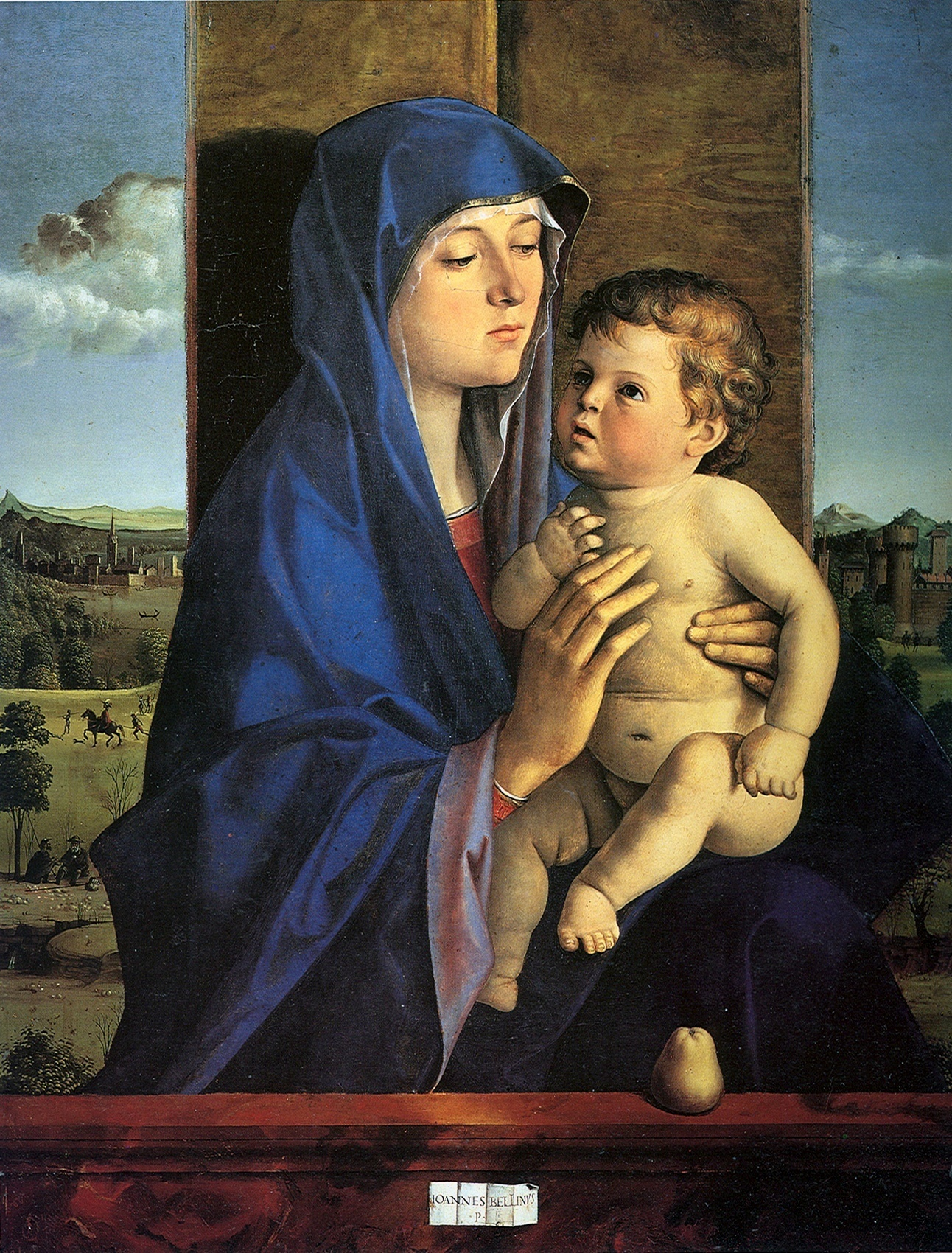
Madonna van Alzano (ca. 1485)